# Rinkaby
 Ikke at forveksle med Rinkeby.
Rinkaby er et byområde med 745 indbyggere (2010) i Kristianstads kommun, Skåne län, Sverige.
55°59′01″N 14°16′17″Ø / 55.983681°N 14.271288°Ø